# Grădinile
Grădinile – wieś w Rumunii, w okręgu Aluta, w gminie Grădinile. W 2011 roku liczyła 469 mieszkańców.